# Мария Елеонора фон Хесен-Ротенбург
Мария Елеонора фон Хесен-Ротенбург (на немски: Marie Eleonore von Hessen-Rotenburg; * 25 септември 1675, Рейнфелс; † 27 януари 1720, Зулцбах) е ландграфиня от Хесен-Ротенбург и чрез женитба херцогиня на Пфалц-Зулцбах.

## Биография
Дъщеря е на ландграф Вилхелм I фон Хесен-Ротенбург (1648 – 1725) и графиня Мария Анна фон Льовенщайн-Вертхайм (1652 – 1688), дъщеря на граф Фердинанд Карл фон Льовенщайн-Вертхайм-Рошфор (1616 – 1672) и графиня и ландграфиня Анна Мария фон Фюрстенберг-Хайлигенберг (1634 – 1705).
Мария Елеонора се омъжва на 9 юни 1692 г. в Лобозиц в Бохемия за Теодор Евстах фон Пфалц-Зулцбах (1659 – 1732) от фамилията Вителсбахи, пфалцграф и херцог на Пфалц-Зулцбах (1708 – 1732).
Тя умира на 44 години на 27 януари 1720 г. в Зулцбах.

## Деца
Мария Елеонора и Теодор Евстах имат децата:
- Мария Анна (1693 – 1762), монахиня в Кьолн
- Йозеф Карл (1694 – 1729), пфалцграф и наследствен принц на Пфалц-Зулцбах

∞ 1717 г. за пфалцграфиня Елизабет Августа София фон Пфалц-Нойбург (1693 – 1728)
- Франциска Христина (1696 – 1776), княжеска абатеса в манастир Есен
- Ернестина Теодора (1697 – 1775)

∞ 1719 ландграф Вилхелм II фон Хесен-Ванфрид (1671 – 1739)
- Йохан Вилхелм (1698 – 1699)
- Йохан Христиан Йозеф (1700 – 1733), пфалцграф и херцог на Зулцбах

∞ 1722 г. за принцеса Мария Анна Хенриета Леополдина дьо Тюрен д'Оверн (1708 – 1728)
∞ 1731 г. за принцеса Елеонора фон Хесен-Рейнфелс-Ротенбург (1712 – 1759)
- Елизабет Елеонора (1702 – 1704)
- Анна Христина Луиза (1701 – 1723)

∞ 1722 херцог Карл-Емануил III Савойски (1701 – 1773), крал на Пиеомонт и Сардиния
- Йохан Вилхелм Аугуст (1706 – 1708)